# 杭州柏悦酒店
杭州柏悦酒店是杭州上城区钱江路1366号的一家五星级酒店，属于凯悦国际酒店旗下。位于钱江新城核心区富春路边的杭州万象城二期（由华润置地有限公司和新鸿基地产联合投资建造），柏悦酒店占据35层到49层(顶层高232米)的黄金位置。2016年9月28日开业，为杭州和浙江省目前最高的酒店建筑。

## 简介
酒店设有242间客房及豪华套房，每间55平方米起，以天然木材和湖蓝色调为主；在37层设有空中大堂；设有七间餐厅及酒吧，拥有挑高7米650平方米的主宴会厅（位于2层），以及杭州最高的泳池（位于35层）。
地处杭州地铁钱江路站附近。距萧山国际机场30分钟车程，距杭州东站15分钟车程。